# El Kerma
El Kerma (în arabă الكرمة) este o comună din provincia Oran, Algeria.
Populația comunei este de 25.636 de locuitori (2009).